# Galal Yafai
Galal Yafai est un boxeur britannique, né le 11 décembre 1992.

## Carrière
Sa carrière amateur est principalement marquée par une médaille d'argent remportée aux championnats d'Europe 2017 dans la catégorie poids mi-mouches.

## Biographie
Galal est initié à la boxe par ses frères ainés, Gamal et Khalid.

## Palmarès

### Jeux olympiques
- Médaille d'or en -52 kg aux Jeux olympiques de 2020 à Tokyo, Japon

### Championnats d'Europe
- Médaille d'argent en -49 kg en 2017 à Kharkiv, Ukraine

### Jeux européens
- Médaille de bronze en -52 kg en 2019 à Minsk, Biélorussie

### Jeux du Commonwealth
- Médaille d'or en -52 kg en 2018 à Gold Coast, Australie